# 蔡侯齊
蔡侯齊（？—？），姓名姬齊，是中國春秋時期諸侯國蔡國最後一任國君，在位4年。他是前任國君蔡元侯的兒子，於前450年承襲蔡元侯繼位。前447年，楚惠王滅蔡。